# Transform and Lighting
Transform and Lighting (T&L, англ. Преобразование и освещение, часто также упоминается как Transform, Clipping and Lighting, TCL, англ. Преобразование, отсечение и освещение) — один из этапов отрисовки компьютерного изображения.

## Описание
Отрисовка каждого кадра в 3D-графике делится на несколько этапов. Одним из этих этапов является преобразование (transform) трёхмерной сцены сначала в координаты зрителя, а потом и в двумерное отображение (аппаратно удобнее проводить их одновременно, в однородных координатах). За ним следует отсечение (clipping) выходящих за экран элементов сцены и наложение освещения (lighting). В расчётах трёхмерной графики преобразование и освещение являются одними из самых трудозатратных операций, из-за чего в ранних реализациях различных рендеров графический процессор вынужден был простаивать, ожидая данных от центрального процессора, который занимался этими вычислениями. Часто операции трансформации, усечения и освещения объединяются в один логический шаг, так как одни и те же результаты вычислений могут использоваться на различных этапах обработки.

## Аппаратная поддержка
Первые аппаратные реализации блоков T&L для потребительского рынка появились 1993 году в аркадных игровых автоматах System 16 в виде интегральных плат GE10, построенных на основе 12 процессоров Intel i860. В домашних игровых консолях также были реализации в виде необязательных дополнительных вычислительных блоков — Sega Virtua Processor для Sega Mega Drive, SCU-DSP для Sega Saturn, GTE для Sony PlayStation и RSP для Nintendo 64. Полноценные интегрированные блоки T&L появились в консолях GameCube и Xbox в 2001 году.
Для персональных компьютеров полноценные графические карты с поддержкой T&L появились в 1999 году с выходом карт следующего поколения (GeForce 256), позволившим ускорить обработку T&L более чем в два раза по сравнению с программной реализацией. Поддержка T&L появилась в DirectX начиная с 7.0, однако спецификации OpenGL описывали T&L гораздо раньше ввиду того, что подобные вычисления требовались в профессиональных программах работы с графикой (САПР).
Аппаратная реализация T&L не вносила никаких видимых улучшений графики, однако благодаря тому, что скорость обработки кадров значительно увеличилась, стало возможным создавать игры с более сложными сценами.